# Дека (деталь музичних інструментів)

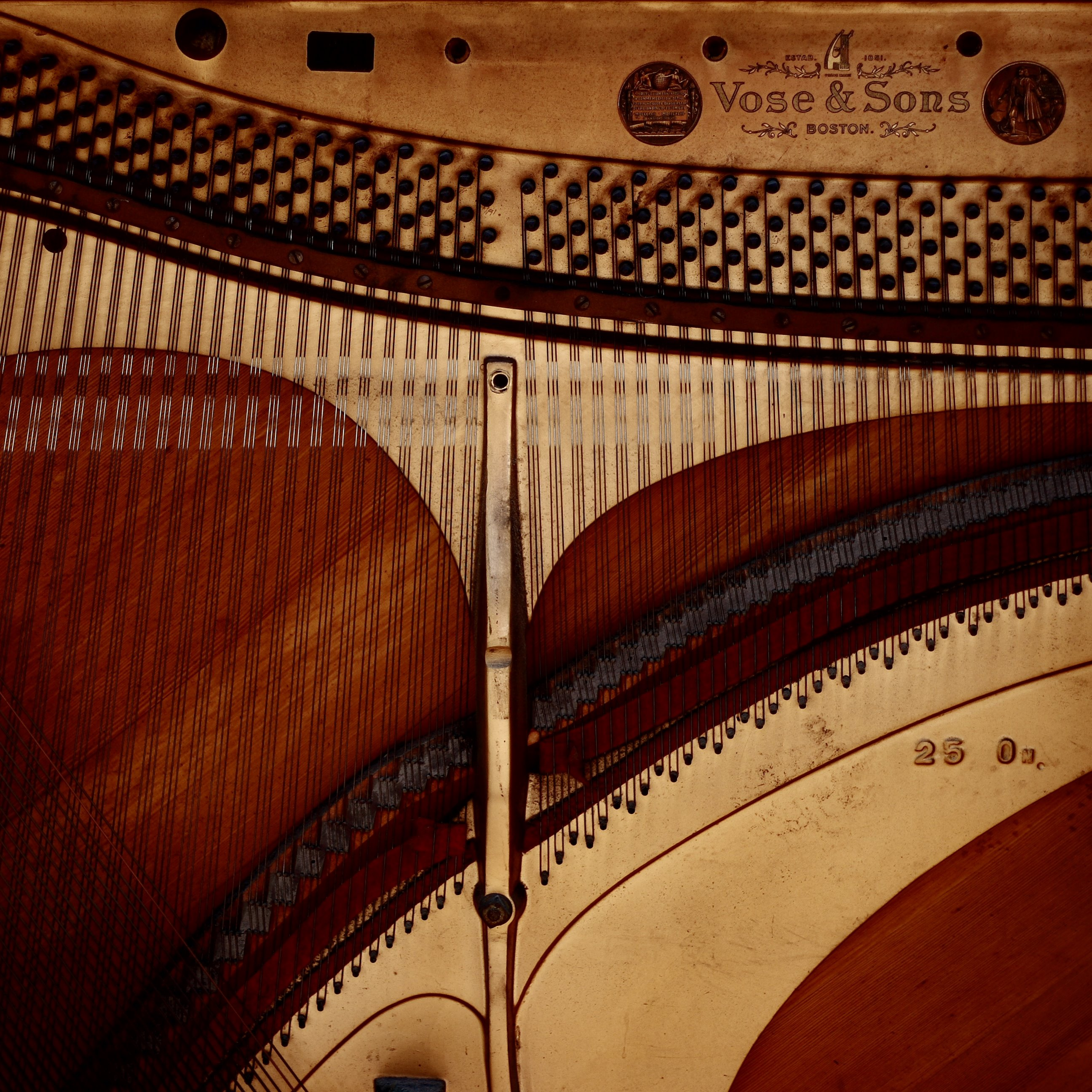
Частина деки піаніно

Де́ка (нім. Decke — «покриття») — це деталь струнного інструмента, яка передає коливання від струн до повітря, роблячи звук значно голоснішим, ніж видає струна сама по собі.
В традиційній українській музиці дека носить назву — дейка, нижня дека — спідняк, верхня — верхняк (див. опис Миколи Лисенка кобзи Остапа Вересая).
| Овал кобзи, або спідняк єсть випуклий і зпід[sic] споду подібний до видовбаного гарбуза.... Верхня настілка на овалу зветь ся верхня́к.[1] |
Дека працює за принципом вимушених коливань. Вона коливається під впливом струни і, незважаючи на різницю в розмірах, з тією ж частотою, створюючи звук тієї ж основної частоти, що й струна, тільки з іншим тембром. Велика площа деки дозволяє досягти більшої потужності звуку, тобто, створювати більш гучний звук.
Деки традиційно робляться з деревини, можуть використовуватися й інші матеріали, такі як шкіра або пластик (наприклад, у банджо). В дерев'яних деках зазвичай роблять отвори різної форми, залежно від інструмента: круглої в гітарах, S-подібної форми в скрипках, розетка в лютні, і т. д.
У роялі дека являє собою велику горизонтальну пластину на дні корпусу. У піаніно — вертикальну, в задній частині корпусу. В арфи дека розташована під струнами.